# Henning Schleiff
Henning Schleiff (né le 2 novembre 1937 à Malchow) est un homme politique allemand (SED). Il est maire de Rostock de 1975 à 1990.

## Biographie

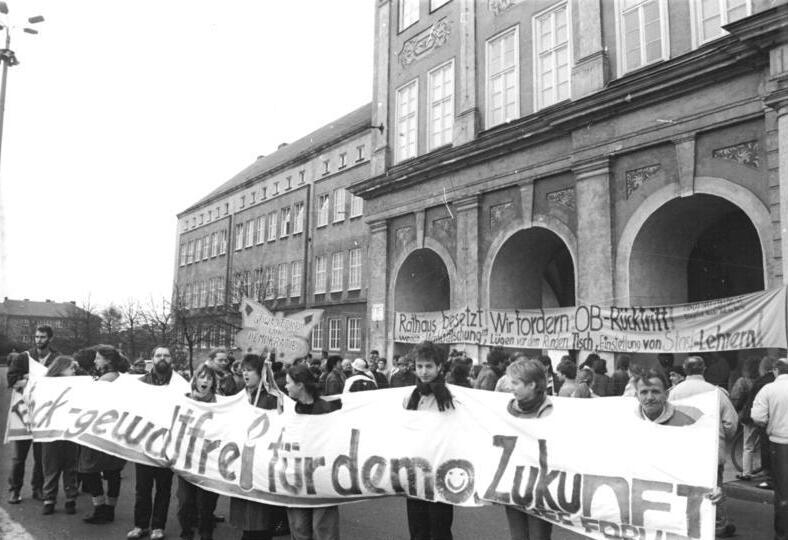
Manifestations contre Henning Schleiff en 1990.

Après avoir obtenu son diplôme d'études secondaires, Henning Schleiff commence ses études à l'Université de Rostock en 1955 , qu'il achève en 1960 avec un diplôme en économie d'ingénierie. Au cours de ses études, il devient secrétaire du groupe universitaire FDJ et en 1959 membre du SED, dont il sera membre jusqu'en 1989/90. De 1963 à 1969, il est premier secrétaire de la direction du district FDJ de Rostock-Ville et en même temps jusqu'en 1971 membre du conseil central de la FDJ. En 1970, il devient aspirant à l'Académie des sciences sociales du Comité central du SED (de) (IfG), où il obtient son doctorat en 1974.
De 1974 à 1989, il est membre du secrétariat de la direction du SED de l'arrondissement de Rostock. En 1976, il devient candidat, de 1981 à 1989, il est membre de la direction du SED de l'arrondissement de Rostock.
De 1965 à 1970 et de nouveau à partir de 1974, il est membre du conseil municipal de Rostock. En 1975, Schleiff est nommé lord-maire de la ville hanséatique de Rostock, après avoir été le premier adjoint de Heinz Kochs depuis 1974. Il est président de l'association des villes membres de la RDA au sein de la Fédération mondiale des villes jumelées. En 1978, il reçoit l'ordre du Mérite patriotique de la RDA.
Après les protestations des citoyens de Rostock, il démissionne le 26 mars 1990 de son poste de maire. Il travaille ensuite pour la compagnie maritime Deilmann à Neustadt in Holstein en tant que directeur du personnel et devient ensuite directeur général de l'association Societät Rostock maritim.

## Publications
- Wissenschaftlich-technischer Fortschritt-sozialistische Arbeit-Persönlichkeit (mit Werner Fitze und Norbert Pauligk), Dietz-Verlag, Berlin 1976.
- 40 aus 800. Rostock in der DDR, Redieck & Schade, Rostock 2017,  (ISBN 978-3-942673-84-6).